# Juliusz Lupus
Juliusz Lupus (zm. 73) – prefekt Egiptu od 71 roku.
Przypuszcza się, że był synem oficera pretorianów - tego, który zabił Cezonię - żonę Kaliguli.
W 71 lub 72 roku w Egipcie żydowscy ekstermiści doprowadzili do rozruchów. W reakcji na to Lupus na polecenie cesarza Wespazjana zajął i zamknął świątynię w Leontopolis.
Lupus zmarł w trakcie sprawowania urzędu. Jego następcą został Paulinus.